# Федерация международных шашек
Федерация международных шашек (России) (полное название Межрегиональная общественная организация «Федерация международных шашек», сокращённо — МОО ФМШ, прежнее название ФМШР — Федерация международных шашек России) — общественная организация, созданная с целью развития совершенствования и популяризации международных шашек в Российской Федерации.
Входит в Европейскую конфедерацию шашек и Всемирную федерацию шашек (во Всемирной федерации заменяет/представляет Российскую федерацию шашек).

## Исполком МОО ФМШ
Президент Тансыккужина Тамара Михайловна
- Вице-президент Чижов Алексей Рудольфович
- Андросов Иннокентий Михайлович
- Бонадыков Сергей Степанович
- Верховых Александр Олегович
- Зубов Евграф Владимирович
- Ноговицына Матрёна Степановна
- Черток Юрий Владимирович

Ревизионная комиссию МОО ФМШ: Льдоков Александр Владимирович
Попечительский Совет МОО ФМШ:
- Мурзабаева Салия Шарифьяновна — депутат ГД ФС РФ
- Птицын Владимир Ильич — главный аудитор Счётной Палаты Республики Саха (Якутия)
- Сизов Андрей Юрьевич — генеральный директор ООО «Этерон»

## Основные задачи и их выполнение
- объединение усилий членов Федерации и всех заинтересованных организаций в развитии международных шашек;
- содействие развитию массовых школ и секций международных шашек и совершенствованию его форм;
- совершенствование организационно-методических основ подготовки спортивных резервов и высококвалифицированных спортсменов, обеспечение мер по подготовке и успешному выступлению сборных команд и клубов России в международных соревнованиях;
- развитие материально-технической базы Федерации, и её региональных отделений;
- обеспечение социальной защиты прав и интересов спортсменов, тренеров, судей и других специалистов, забота о ветеранах международных шашек;
- развитие и укрепление связей с национальными федерациями международных шашек и других видов шашечного спорта в зарубежных странах, с Международными спортивными организациями;
- пропаганда и популяризация шашек среди населения.

Для реализации уставных целей и задач и в соответствии с действующим законодательством Федерация международных шашек выполняет следующие функции:
— разрабатывает и реализует целевые, комплексные и учебные программы развития шашек в России;
— утверждает в рамках Федерации регламентирующие документы по международным шашкам и контролирует их соблюдение;
— организует и проводит чемпионаты России и другие всероссийские, а также международные соревнования по шашкам на территории Российской Федерации, используя для этого собственные и привлеченные средства;
— формирует составы сборных команд страны, обеспечивает их подготовку и участие в международных соревнованиях;
— формирует, в том числе на договорной основе, составы тренеров, научного и медицинского обеспечения, других специалистов, привлекаемых для подготовки к участию сборных команд в международных соревнованиях;
— организует и проводит мероприятия по повышению квалификации специалистов шашек: семинары, симпозиумы, конференции, лекции и выставки;
— участвует в разработке нормативов и требований Единой спортивной квалификации по международным шашкам;
— осуществляет в пределах своей компетенции Международные спортивные связи, представляет интересы Федерации в Международных спортивных организациях и участвует в деятельности этих организаций;
— организует изготовление и сбыт официальной, памятной и наградной атрибутики с символикой Федерации международных шашек;
— осуществляет в установленном законом порядке предпринимательскую и внешнеэкономическую деятельность; — осуществляет издательскую, рекламную, информационную деятельность, учреждает средства массовой информации, участвует в теле- и радиопрограммах, связанных с деятельностью Федерации;
— участвует в организации работ по производству, экспорту, приобретению, распределению, продаже и прокату спортивных товаров, необходимых для развития шашек, проведения соревнований и подготовки сборных команд страны;
— осуществляет строительство и эксплуатацию спортивных сооружений, принадлежащих Федерации;
— обеспечивает социальную защиту прав и интересов спортсменов, тренеров, судей и других специалистов;
— оказывает финансовую, организационную, консультационную и иную помощь своим структурным подразделениям;
— принимает иностранных специалистов и командирует за границу членов Федерации — спортсменов, тренеров, судей и других специалистов для решения вопросов, связанных с деятельностью Федерации;
— организует лечение, отдых и оказывает другую помощь членам Федерации;
— учреждает премии и стипендии Федерации;
— занимается благотворительной деятельностью;
— в интересах достижения целей, определённых Уставом, осуществляет иные виды деятельности, не запрещенные действующим законодательством.

## Региональные отделения
- Республика Марий Эл
- Республика Саха
- Республика Удмуртия
- Республика Чувашия
- Москва
- Московская область
- Тверская область
- Тульская область
- Красноярский край
- Санкт-Петербург
- Самарская область

## История
20 декабря 2002 года в Единый государственный реестр юридических лиц внесена запись о создании Межрегиональной общественной организации «Федерация международных шашек» за основным государственным номером 1020200005748.
16.01.2003 — Регистрация ФМШ
30.03.2012 — президентом МОО ФМШ избрана Тансыккужина Тамара Михайловна.